# Omar Gatica
Omar Gatica Rivera (San Bernardo, 1956 - Las Condes, 2022) fue un pintor chileno, que perteneció a la corriente del neoexpresionismo. Es considerado un ícono de la pintura chilena de los 80.

## Biografía
Oriundo de San Bernardo, hijo de un trabajador ferroviario y de una modista. La mayor parte de su infancia y adolescencia transcurrió en la Villa Ernesto Merino Segura, junto a sus tres hermanos. Al egresar del Liceo de Hombres de San Bernardo, estudió Licenciatura en Arte con mención en pintura en la Universidad de Chile.
Luego de graduarse de dicha casa de estudios, recibió una propuesta para participar en la exposición “ocho pintores jóvenes” realizada en el museo de arte contemporáneo en el año 1980. Junto con los artistas Sammy Benmayor, Carlos Maturana, Ismael Frigerio, entre otros formó parte de la «Generación de los años 80», movimiento que agrupó la vanguardia artística nacional chilena de la época.
En 1987 expuso por primera vez en solitario su obra titulada “La Inescrupulosa Vida que nos Susurra en la Oscuridad”. Presentada en la Galería Arte Actual ubicada en Santiago de Chile.
Inspirado en la escena de la transvanguardia Italiana y la Escuela de Nueva York, comúnmente llamada "Expresionismo Abstracto". El estilo de Gatica buscaba representar frecuentemente la expresión del sentimiento existencial humano del nacimiento hasta la muerte, recurriendo así a colores primarios fuertes.
Sus obras se han expuesto en varios países, tales como Corea del Sur, Italia, Bélgica, Rusia, Francia, entre otros.

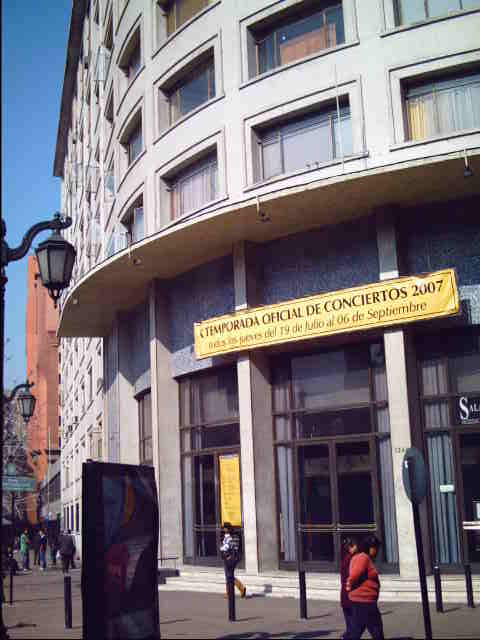
Facultad de Artes Universidad de Chile ubicada en Santiago, lugar donde estudió Gatica de 1977 a 1980.

Hasta su fallecimiento, acaecida el 14 de febrero de 2022, residía en la comuna de Alhué y ejercía como docente en la Escuela de Artes Visuales de la Universidad Finis Terrae.

## Exposiciones individuales
- 1987 La Inescrupulosa Vida que nos Susurra en la Oscuridad, Galería Arte Actual. Chile.
- 1991 “Omar Gatica” Galería Praxis. Chile.
- 1992 Feria Internacional de Gent. Bélgica.
- 1992 Chicago Art Fair. Chicago, U.S.A.
- 1992 “Omar Gatica” Magnus Fine Art, Bélgica.
- 1993 “La Tela en que Vivimos”, Galería Tomás Andreu. Chile.
- 1999 “Una Ultima Mirada”, Galería Tomás Andreu.Chile.
- 2003 “Litoral”, Galería Modigliani, Viña del Mar, Chile.
- 2007 “Relativo al Paisaje”, Galería Animal. Chile.
- 2009 "Yo Pintor", Museo de Bellas Artes. Chile.
- 2013 "Recurso Interior", Espacio Hall de las Condes. Chile.
- 2017 " Luz, Materia, Atmósfera" , Galería Arte Espacio. Chile.
- 2019 "Pulso Terrestre", Casa Migrante. Ámsterdam, Los Países Bajos.